# Miami Open 2009
Il  Miami Open 2009 è stato un torneo di tennis giocato sul cemento. È stata la 25ª edizione dell'evento. È classificato come ATP World Tour Masters 1000 nell'ambito dell'ATP World Tour 2009 e del Premier inserito nel WTA Tour 2009. Tutti i tornei si sono svolti nel Tennis Center at Crandon Park a Key Biscayne in Florida dal 23 marzo al 5 aprile 2009.

## Campioni

### Singolare maschile
Andy Murray ha battuto in finale  Novak Đoković con il punteggio di 6–2, 7–5.

### Singolare femminile
Viktoryja Azaranka ha battuto in finale  Serena Williams con il punteggio di 6–3, 6–1.

### Doppio maschile
Maks Mirny /  Andy Ram hanno battuto in finale  Ashley Fisher /  Stephen Huss con il punteggio di 6(4)–7, 6–2, [10–7].

### Doppio femminile
Svetlana Kuznecova /  Amélie Mauresmo hanno battuto in finale  Květa Peschke /  Lisa Raymond con il punteggio di 4–6, 6–3, [10–3].